# Masullas
Masullas est une commune italienne de la province d'Oristano, dans la région Sardaigne.
Dès le Néolithique ancien, l'obsidienne de Monte Arci commence à être exportée en dehors de l'île, en Corse, dans le centre-nord de l'Italie et même dans le sud de la France. Des affleurements d'obsidienne sont exploités dans le gisement de Concas 'e Cannas de Massulas depuis 3,2 millions d'années.

## Administration
| Période                                  | Période | Identité | Étiquette | Qualité |
| ---------------------------------------- | ------- | -------- | --------- | ------- |
|                                          |         |          |           |         |
| Les données manquantes sont à compléter. |         |          |           |         |

### Communes limitrophes
Gonnoscodina, Gonnostramatza, Mogoro, Morgongiori, Pompu, Simala, Siris, Uras.